# Another Day in Paradise
«Another Day in Paradise» (в перекладі з англ. «Ще один день в раю») — це пісня англійського співака та барабанщика Філа Коллінза. Створена Коллінзом разом з Х'ю Педгемом, вона була випущена як перший сингл з його четвертого студійного альбому ...But Seriously, що був виданий 1989 року.
Як і пісня Коллінза для Genesis, «Man on the Corner», ця пісня була присвячена проблемі безпритульності. Через це вона стала суттєвим відходом від танцювальної попмузики попереднього альбому No Jacket Required, який вийшов у 1985 році. Також тематика пісні стала причиною в основному негативної реакції з боку критиків та породила багато суперечок.

## Нагороди
Композиція «Another Day in Paradise» здобула світовий успіх, ставши однією з найуспішніших пісень сольної кар'єри Коллінза. На церемонії нагородження 1991 року Коллінз та Педгем отримали премію «Греммі» в номінації «Найкращий запис року» (Record of the Year), а також сингл був номінований на «Пісню року» (Song of the Year), «Найкраще чоловіче виконання естрадного вокалу» (Best Pop Vocal Performance, Male) та «Найкраще музичне відео» (Best Music Video, Short Form). У 1990 році композиція була удостоєна премії Brit Awards в номінації «Найкращий британський сингл року».
«Another Day in Paradise» зайняла 86-е місце в чарті Billboard «Найкращі пісні всіх часів» (Greatest Songs of all time).

## Формати та списки треків
LP-сингл формату 12″
1. «Another Day In Paradise» (album aersion) — 5:22
2. «Another Day In Paradise» (radio edit) — 4:04

LP-сингл формату 7″
1. «Another Day In Paradise» — 4:48
2. «Heat on the Street» — 3:59

CD-максі-сингл
1. «Another Day In Paradise» — 5:15
2. «Saturday Night and Sunday Morning» — 1:25
3. «Heat on the Street» — 3:59

CD-сингл формату 3″
1. «Another Day In Paradise» — 5:19
2. «Saturday Night and Sunday Morning» — 1:26
3. «Heat on the Street» — 4:00

## Учасники
- Phil Collins — основний вокал та беквокал, синтезатори, барабани та електронні барабани
- David Crosby — беквокал
- Leland Sklar — бас-гітара
- Dominic Miller — класична гітара та електрогітара

## Чарти
| Чарт(1989—1990)                           | Найвища позиція |
| ----------------------------------------- | --------------- |
| Австралія (ARIA)                          | 11              |
| Австрія (Ö3 Austria Top 75)               | 2               |
| Бельгія (Ultratop Flanders)               | 1               |
| Canada Top Singles (RPM)                  | 1               |
| Canada Adult Contemporary (RPM)           | 1               |
| Данія (IFPI)                              | 2               |
| Європа (Eurochart Hot 100)                | 1               |
| Європа (European Airplay Top 50)          | 1               |
| Фінляндія (Suomen virallinen lista)       | 1               |
| Франція (SNEP)                            | 8               |
| Німеччина (Official German Charts)        | 1               |
| Ірландія (IRMA)                           | 2               |
| Італія (Musica e dischi)                  | 2               |
| Нідерланди (Dutch Top 40)                 | 2               |
| Нідерланди (Mega Single Top 100)          | 1               |
| Нова Зеландія (RIANZ)                     | 5               |
| Норвегія (VG-lista)                       | 1               |
| Польща (LP3)                              | 1               |
| Іспанія (AFYVE)                           | 9               |
| Швеція (Sverigetopplistan)                | 1               |
| Швейцарія (Media Control AG)              | 1               |
| Велика Британія (Official Charts Company) | 2               |
| США (Billboard Hot 100)                   | 1               |
| США (Adult Contemporary) (Billboard)      | 1               |
| США (Mainstream Rock) (Billboard)         | 7               |
| Зімбабве (ZIMA)                           | 1               |

| Чарт(1989)                                | Позиція |
| ----------------------------------------- | ------- |
| Бельгія (Ultratop)                        | 68      |
| Канада (Canada Top Singles(RPM))          | 78      |
| Європа (Eurochart Hot 100)                | 56      |
| Нідерланди (Dutch Top 40)                 | 47      |
| Нідерланди (Single Top 100)               | 22      |
| Велика Британія (Official Charts Company) | 46      |

| Чарт(1990)                              | Позиція |
| --------------------------------------- | ------- |
| Австрія (Ö3 Austria Top 40)             | 26      |
| Бельгія (Ultratop)                      | 69      |
| Канада (Canada Top Singles(RPM))        | 23      |
| Канада (Canada Adult Contemporary(RPM)) | 27      |
| Європа (Eurochart Hot 100)              | 23      |
| Німеччина (Official German Charts)      | 3       |
| Швейцарія (Schweizer Hitparade)         | 11      |
| США (Billboard Hot 100)                 | 7       |

| Чарт (1958—2018)        | Позиція |
| ----------------------- | ------- |
| США (Billboard Hot 100) | 109     |

## Кавери
- У 1990 році пісня була виконана Лондонським симфонічним оркестром у їх альбомі Soft Rock Symphonies, Vol. II.
- Менш ніж через шість місяців після випуску оригінальної версії Філа Коллінза у Великій Британії була випущена кавер-версія танцювальної групи Jam Tronik. У квітні 1990 року вона досягла 19 місця в британському чарті синглів. Також ця версія містить уривок з пісні «Break 4 Love», випущеної в 1988 році американським танцювальним проектом Raze.
- У 2001 році американська R&B співачка Бренді випустила кавер-версію пісні в дуеті зі своїм братом Ray J. Ця пісня є частиною альбому Full Moon, опублікованого в 2002 році. Вона увійшла в першу десятку кількох музичних чартів по всьому світу, включаючи Австрію, Німеччину, Швецію, Швейцарію, Бельгію, Норвегію, Ірландію, Нідерланди та Велику Британію. Спродюсував пісню Гай Рош.
- У 2004 році пісню обробив гурт Copeland.
- У 2006 році британський танцювальний колектив Supafly Inc. включив семпл «Another Day in Paradise» в свій сингл «Moving Too Fast». Він досяг 23-го місця в чарті UK Singles Chart.
- У 2007 році пісню виконав американський ска-панк гурт Reel Big Fish.
- У 2012 році аргентинський співак Мігель Матеос записав версію пісні, яка увійшла до альбому La 100 FM.
- У 2016 році швейцарський дует Remady & Manu-L записав версію жанру тропікал-хауз, зайнявши 4-е місце в Швейцарії.
- Також у 2016 році пісню обробили Casa & Nova. Їх версія була номінована The Hollywood Music in Media Awards (HMMA) в категорії EDM (Electronic Dance Music).